# Pierre Niney
Pierre Niney (Boulogne-Billancourt, 1989. március 13. –) César-díjas francia színész.

## Élete és pályafutása
Tizenegy évesen már a színház színpadán állt. Később a Cours Florent-ban, majd két évig a Conservatoire national supérieur d’art dramatique-ban tanult színészetet. 21 évesen a Comédie-Française legfiatalabb tagja lett.

## Filmográfia

### Film
| Év   | Magyar cím                | Eredeti cím                            | Szerep                 | Magyar hang     |
| ---- | ------------------------- | -------------------------------------- | ---------------------- | --------------- |
| 2007 |                           | La Consolation (rövidfilm)             | François               |                 |
| 2008 | Érettségi buktatókkal     | Nos 18 ans                             | Loïc                   |                 |
| 2008 | LOL – Zűrös kamaszok      | LOL                                    | Julien                 | Molnár Levente  |
| 2008 | LOL – Zűrös kamaszok      | LOL                                    | Julien                 | Józan László    |
| 2009 | A bűn serege              | L'Armée du crime                       | Henri Keltekian        |                 |
| 2009 |                           | Réfractaire                            | Armand                 |                 |
| 2010 | Túl sok érzelem           | Les Émotifs anonymes                   | Ludo                   | Kisfalusi Lehel |
| 2010 |                           | La fonte des glaces (rövidfilm)        | Gabriel                |                 |
| 2010 |                           | L'autre monde                          | Yann                   |                 |
| 2011 | A Kilimandzsáró hava      | Les Neiges du Kilimandjaro             | pincér a bárban        |                 |
| 2011 | Imádom a csajokat bámulni | J'aime regarder les filles             | Primo Bramsi           |                 |
| 2012 |                           | Comme des frères                       | Maxime                 |                 |
| 2013 | Felcsípve                 | 20 ans d'écart                         | Balthazar Apfel        | Szatory Dávid   |
| 2014 | Yves Saint Laurent        | Yves Saint Laurent                     | Yves Saint-Laurent     | Szatory Dávid   |
| 2015 |                           | Un homme idéal                         | Mathieu Vasseur        |                 |
| 2015 | Agymanók                  | Inside Out                             | Majré (francia hangja) |                 |
| 2016 | Altamira felfedezése      | Finding Altamira                       | Paul Ratier            | Miller Dávid    |
| 2016 | Tökös ötös                | Five                                   | Samuel                 | Molnár Levente  |
| 2016 | Frantz                    | Frantz                                 | Adrien                 |                 |
| 2016 | A mélység kalandora       | L'Odyssée                              | Philippe Cousteau      | Szatory Dávid   |
| 2017 | A virradat ígérete        | La Promesse de l'aube                  | Romain Gary            |                 |
| 2018 | A tűzön át                | Sauver ou périr                        | Pasquier               |                 |
| 2019 |                           | Deux moi                               | Mathieu Bernard        |                 |
| 2020 |                           | Amants                                 | Simon                  |                 |
| 2021 |                           | OSS 117: Alerte Rouge en Afrique Noire | Serge / OSS 1001       |                 |
| 2021 | Feketedoboz               | Boîte noire                            | Mathieu Vasseur        | Csiby Gergely   |
| 2022 |                           | Goliath                                | Mathias Rozen          |                 |
| 2022 | Veszedelmes vonzódás      | Mascarade                              | Adrien Saillard        | Molnár Levente  |
| 2023 | A megoldások könyve       | Le Livre des solutions                 | Marc                   |                 |
| 2024 | Monte Cristo grófja       | Le Comte de Monte-Cristo               | Edmond Dantès          | Szatory Dávid   |
| 2024 |                           | Maya, donne-moi un titre               | narrátor               |                 |

### Televízió
| Év   | Cím                                        | Szerep           | Megjegyzések                 |
| ---- | ------------------------------------------ | ---------------- | ---------------------------- |
| 2007 | La dame d'Izieu                            | Théo Reis        | minisorozat (2 epizód)       |
| 2009 | Folie douce                                | Arnaud           | tévéfilm                     |
| 2010 | Les Diamants de la victoire                | Boivin de Bièvre | tévéfilm                     |
| 2010 | Marion Mazzano                             | Yann Vérac       | főszereplő (6 epizód)        |
| 2013 | Casting(s)                                 | önmaga           | főszereplő társalkotó és író |
| 2020 | La Flamme                                  | Dr. Bruno Juiphe | 4 epizód                     |
| 2022 | Le Flambeau, les aventuriers de Chupacabra | Dr. Bruno Juiphe | 4 epizód                     |
| 2024 | Fiaskó (Fiasco)                            | Raphaël Valande  | minisorozat (főszereplő)     |

## Fontosabb díjak és jelölések
César-díj
- 2011: César-díj a legígéretesebb fiatal színésznek (Imádom a csajokat bámulni) – Jelölve
- 2012: César-díj a legígéretesebb fiatal színésznek (Comme des frères) – Jelölve
- 2014: César-díj a legjobb színésznek (Yves Saint Laurent) – Megnyert díj
- 2016: César-díj a legjobb színésznek (Frantz) – Jelölve
- 2021: César-díj a legjobb színésznek (Feketedoboz) – Jelölve

Lumières-díj
- 2012: Lumières-díj a legígéretesebb színésznek (Comme des frères) – Jelölve

Cabourg Filmfesztivál díja
- 2013: Cabourg Filmfesztivál díja a legjobb színésznek (Felcsípve) – Megnyert díj

## Fordítás
- Ez a szócikk részben vagy egészben  a   Pierre Niney című német Wikipédia-szócikk fordításán alapul.  Az eredeti cikk szerkesztőit annak laptörténete sorolja fel. Ez a jelzés csupán a megfogalmazás eredetét és a szerzői jogokat jelzi, nem szolgál a cikkben szereplő információk forrásmegjelöléseként.